# Шинжили
Шинжили́ (каз. Шынжылы) — село у складі Алакольського району Жетисуської області Казахстану. Входить до складу Жиландинського сільського округу.
У радянські часи село називалось Чинжали.
Населення — 203 особи (2021; 250 у 2009, 324 у 1999, 277 у 1989).